# Médiaposte
Médiaposte est une filiale du groupe La Poste, spécialisée dans la communication de proximité (imprimés publicitaires, courrier adressé, SMS, couriel, référencement, etc.), appartenant à la branche Services-Courrier-Colis.

## Historique et dates clés
En 1971, Delta Diffusion, filiale de Comareg, est créée pour exploiter un fonds de commerce de distribution de documents en boîte aux lettres.
En octobre 1987, La Poste crée Médiapost pour développer un concept : la diffusion de messages de publicité directe non adressés, ciblés par tournée de distribution. Une dizaine d’années plus tard en 1998, la société de portage Intra-Muros Communication devient une filiale à 100 % de Médiapost. L'année suivante, La Poste confie à Médiapost le pilotage de l’ensemble de l’activité Publicité Non Adressée (PNA). Parallèlement, le réseau de distribution de Delta Diffusion se réorganise en deux filières spécialisées, commerce et logistique.[réf. nécessaire]
Le 1er janvier 2004, le rapprochement des activités de publicité en boîtes aux lettres du groupe La Poste, de Delta Diffusion (alors premier opérateur privé de publicité non adressée) et de Médiapost donne naissance à Médiapost. À la suite de cette opération, les autorités françaises de la concurrence demandent à La Poste qu’elle ouvre son réseau de distribution à ses concurrents.
En décembre 2010, Médiapost rachète Sogec, « spécialiste du marketing promotionnel, étendant ainsi son périmètre d’intervention dans la gestion de la relation client ». En mars 2011, Médiapost prend le contrôle de Mediaprism, groupe de communication intégré au service des marques et des associations. Le groupe Médiapost est créé six mois plus tard. 
Le 27 septembre 2012, l'ARCEP autorise Médiapost à distribuer du courrier.
En 2012, le groupe fait l'acquisition de MixCommerce (agence e-commerce), Adverline (régie publicitaire en ligne, édition de sites web, hébergement de sites et micropaiement) et de Cabestan (spécialisé dans les plateformes de routage, la gestion de campagnes e-mail et les prestations Customer Relationship Management). En novembre 2012, le groupe Médiapost devient Médiapost Communication.
Le 1er janvier 2020, la régie Médiapost Publicité intègre Médiapost.
En novembre 2023, Karine Laravoire, DG de Médiapost annonce le transfert total de l'activité de distribution vers la maison mère le Groupe La Poste. Cela fait suite aux difficultés que traverse la société, selon les syndicats (CAT) la perte s'élèverait à -50M€. Ce transfert d'activité concerne environ 5646 salariés distributeurs, l'activité de distribution sera reprise et assurée par les centres courriers de La Poste. 
Médiapost accueille dans son nouveau nom un E. Le logo se voit aussi greffé de l'oiseau postal un signe clairement identifié dans de nombreuses marques du groupe La Poste comme au travers de La Banque postale, première filiale du groupe à l'afficher dans son logo. Médiapost se pare aussi du bleu identique à celui de la maison mère dévoilé dans sa nouvelle identité en 2021. Médiapost devient donc Médiaposte.

## Procès

### Condamnations
La société a été condamnée par le conseil de prud'hommes de Brest en mars 2006 à verser 350 000 euros au total à 15 salariés et en avril 2006 à verser un total de 150 000 euros à neuf salariés , pour ne pas avoir payé ses employés au prorata des heures de travail qu'ils avaient réellement effectuées pour l'entreprise. Ce qui fait que les distributeurs étaient payés largement en dessous du SMIC. Elle a également été condamnée en mars 2007 par le conseil de prud'hommes de Guingamp, et le 19 novembre 2008 par le conseil des prud'hommes de Nantes à verser 1 093 602 euros à trente-trois salariés, pour entre autres rappels de salaire, des contrats de travail non-conformes, des licenciements sans cause réelle et sérieuse.

### Historique des contentieux
« Au cours de l'année 2003, le Groupe La Poste a mené son projet relatif à la Publicité Non Adressée. La matérialisation de ce projet a permis le 5 mars 2003 de regrouper les activités de la société Médiapost et de Delta Diffusion au sein d'une seule et même entité »: MEDIAPOST.

Or, le 10 juin 2002, entre autres dates, Delta Diffusion a été condamné à de fortes amendes, de 10 000 euros et 100 000 euros, pour « travail dissimulé »,, le PDG de la société étant au surplus condamné à 3 mois de prison avec sursis. Un an plus tard, l'entreprise Delta diffusion fusionne au profit de Médiapost qui continue ainsi avec les mêmes employés que Delta.
À la création de Médiapost, les contentieux avec les distributeurs ont été pris en compte au cas par cas pour être réglés par la société,.
Une convention collective nationale est mise en œuvre afin de motiver une représentativité syndicale par une démocratie sociale et accord de branche sans pourtant apporter des solutions effectives aux conditions de travail des distributeurs. Médiapost respecte effectivement les accords et les conventions réglementant le métier de distributeur signés et approuvés par les syndicats. Mais, les personnes qui la dénoncent et les distributeurs qui ont gagné les procès dont les plus gros gains viennent des conclusions de l'Union des salariés de la distribution directe et des activités postales (USDDAP), rejettent cette convention et ces accords puisqu'ils ne respectent pas le Code du travail.